# Xã Hawthorne, Quận White, Illinois
Xã Hawthorne (tiếng Anh: Hawthorne Township) là một xã thuộc quận White, tiểu bang Illinois, Hoa Kỳ. Năm 2010, dân số của xã này là 275 người.